# Cinioch dei Pitti
Cinioch, o Cínaed mac Luchtren (fl. VII secolo), è stato sovrano dei Pitti dal 617 circa al 631 o 633, anno in cui morì secondo gli Annali dell'Ulster, gli Annali di Tigernach e la Cronaca degli Scoti.
Secondo la Cronaca dei Pitti regnò 14 o 19 anni. Gli succedette Gartnait III.